# FC Eintracht Nürnberg
Der FC Eintracht Nürnberg (offiziell Fußballclub Eintracht Nürnberg e. V.) war ein Sportverein aus Nürnberg. Die erste Fußballmannschaft spielte in den 1940er Jahren drei Jahre lang in der seinerzeit erstklassigen Gauliga Bayern.

## Geschichte
Der Verein wurde im Jahre 1914 gegründet und fusionierte im Mai 1940 mit dem 1932 gegründeten SV Frankonia Nürnberg zu Eintracht/Franken Nürnberg. Gleich in der ersten Saison nach der Fusion stieg die Mannschaft in die Gauliga Bayern auf. In der folgenden Spielzeit wurde der Klassenerhalt als Vorletzter um Längen verfehlt. Die Eintracht verlor beim Meister 1. FC Schweinfurt 05 mit 0:9 und beim Vizemeister SpVgg Fürth gar mit 0:16. Da die Gauliga kriegsbedingt in Nord- und Südbayern geteilt wurde, blieben die Nürnberger erstklassig.
Auch der nachträgliche Klassenerhalt brachte der Eintracht kein Glück und die Mannschaft stieg nach der Saison 1942/43 als Vorletzter ab. Der Meister 1. FC Nürnberg gewann bei der Eintracht mit 20:1. Zur Saison 1944/45 wurde Eintracht/Franken Nürnberg in die neu geschaffene Staffel Mittelfranken aufgenommen. Nach Kriegsende nahm der Verein wieder den Namen FC Eintracht an, wurde in die seinerzeit zweitklassige Bayernliga aufgenommen und stieg im Jahre 1948 aus dieser ab. Zwei Jahre später fusionierte der FC Eintracht mit der Spielvereinigung Zabo Nürnberg zur Spielvereinigung Zabo-Eintracht Nürnberg.

## Persönlichkeiten
- Gerhard Bergner
- Max Morlock